# 시길룸 데이

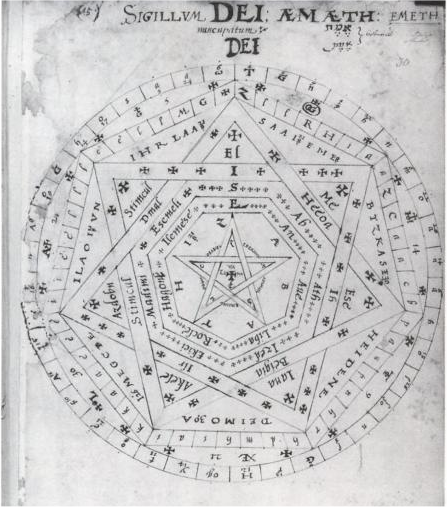
슬론 MS 3188, (1582)

시길룸 데이(라틴어: Sigillum Dei, "신의 인장", "진리의 인장", 또는 살아 있는 신의 상징(라틴어: signum dei vivi), 또는 존 디가 부른 이름으로 Sigillum Dei Aemeth)는 두 개의 원, 오각형, 두 개의 칠각형 및 1개의 칠망성으로 구성된 마법의 다이아그램으로, 신과 천사들의 이름이 표시되어 있다. 그것은 가장 오래된 기록 중 하나 리베르 유라투스(Liber Juratus)에 따르면, 마법사가 성령을 소유할 수 있는 힘을 갖게 하고, '살아있는 신‘이 되거나 하느님 그 자체가 될 수 있는 마법의 기능을 가진 천사의 마법 인장이다. 인간과 모든 창조물 그 자체와, 천사와 대천사, 영혼들과 소통하고, 모든 엘리멘탈들을 통제하고, 신의 영혼을 포함한 지구의 모든 생명체의 성령 그 자체를 통제하고, 빛 그 자체를 통제한다. 또한 사용자는 신의 진정한 긍정적인 비전을 가지게 된다.

## 중세 시대

### 리베르 유라투스(Liber Juratus)
아마도 가장 오래된 것으로 알려진 Sigillum Dei 의 설명과 이미지는 14세기 리베르 유라투스(Liber Juratus )( Liber Sacratus, Liber sacer sive Juratus 또는 Sworn Booke라고도 불린다)일 것이다. Euclid의 아들 Honorius 의 작품이다. 이 작품은 13세기 후반에 제작되었을 수도 있지만, 교황 요한 22세 시대 이전에는 제작되지 않았을 가능성이 높다. (1316-1334).
리베르 유라투스(Liber Juratus) 의 봉인에 대한 설명은 기독교 전통의 일반적인 상징 형상과 관련하여 외부를 둘러싼 원의 크기로 시작된다.
먼저 지름이 세 개의 손가락이 되는 원을 만들어 주십시오. 이것은 주의 세 개의 십자못 때문이다. 또는 그리스도의 다섯 개의 상처의 의미로 다섯 손가락의 크기, 일곱 성례전이 일곱 개이기 때문에, 천사의 아홉 개 계급의 의미로 아홉 개의 손가락 크기의 원을 만들어주십시오. 하지만 보통 다섯 개의 손가락이면 충분하다. 그러면 이 원 안에서 두 번째 원을 만들고, 모세 율법의 두 석판에 따라 첫 번째 것과 2개의 낱알 만큼의 거리를 두거나, 삼위일체의 따라 3개의 낱알 만큼의 거리를 두도록 하십시오
그렇게 만들어진 원형 띠는 작은 십자가의 꼭대기에 있을 것이고, 이 시작점으로부터 왼쪽에서 오른쪽으로 72개의 라틴 문자로 진행되며, 전통에 따라 다르다(MS Sloane 3853: h, t, o, e, x, o, r, a, b, a, s, l, a, y, q, c, i, y, s, t, a, l, g, a, a, o, n, o, s, v, l, a, r, y, c, e, k, s, p, f, y, o, m, e, n, e, a, u, a, r, e, l, a, t, e, d, a, t, o, n, o, n, a, o, y, l, e, p, o, t, m, a), 이들의 합쳐진 단어는 Shemhamphorasch을 형성하며, 유대인 전통에서 하느님의 형언할 수 없는 이름("magnum nomen Domini Semenphoras licterarum 72")이고, 이는 점성술의 36 십분각들에 의해 연결되어 진다.
원형 띠 옆에는 그리스 문자 타우(Tau)에 초점을 맞춘 펜타그램이 있는데, 이는 신의 이름 "엘"(El)과 "엘리"(Ely)의 다섯 글자와 다섯 쌍의 다른 글자들(lx, al, a, c, to)로 둘러싸여 있다.
오각형 내부에는 오망성의 윗 부분 끝에 닿도록 칠각형이 거꾸로 그려져 있는데, 이 칠각형의 선분에 일곱 천사와 대천사들인 자드키엘(Zadkiel), 사마엘(Samael)즈파드키엘(Zfadkiel), 라파엘(Raphael), 아나엘(Anael), 미카엘(Michael), 가브리엘(Gabriel)의 이름이 표기되어야 한.
이 첫 번째 그림의 7각형에서 두 번째와 세 번째 그림이 나오는데, 그 설명은 이해하기 어렵고 원삽화와는 다르게 그려졌지만, 보통 십자가로 표시되고 두 줄의 신으로 표시된 일곱 개의 핵심점을 가지고 있다: 7개의 신의 이름들로 구성된 첫 번째 시리즈는, 각각 3개의 음절 혹은 합쳐지지 않는 구성요소들과 천사들의 이름의 첫 번째와 마지막 철자와 도형의 꼭지점과 공간적으로 관련있다. 라야리(la-ya- ly, 스파드키엘에게), 나랏(na-ra-th, 자드키엘에게), 리바레(ly-bar-re, 라파엘에게), 리바레스(ly-ba-res, 미카엘에게), 르바레스(e) t-ly-alg, 사마엘에게), 베흐암((ve –h-am, 아나엘에게), 그리고 이알갈(y-al-gal, 가브리엘에게).
그 밖에 7개의 하위요소들이 있다 : Vos, Duynas, Gyram, Gram, Aysaram, Alpha, Omega, 세 번째 시리즈 El, On, El, On, El, On, Omega, 그리고 등록된 교차된 네 개의 문자 a, g, a, l, 그리고 마지막으로 God Ely, Eloy, Christ, Sother Adonay의 다섯 개의 이름으로 이루어진 또 다른 그룹이 있다.
Liber Juratus의 인장 색깔은 펜타그램이 보통 빨간색, 노란색 면을 가진 보라색이고, 첫 번째 칠각형은 파랑, 두 번째는 노랑, 세 번째는 노랑 및 검은색 원이며 그리고 원들과 다른 모든 면 사이의 영역이 녹색으로 변한다는 것을 나타낸다. 마법의 의식에서는, 두더지, 비둘기, 후투티, 박쥐 또는 소나 말 사슴 같은 다른 동물들의 피로 새 양피지에 그려진다.

### 클라비큘라 살로모니스
Sigillum Dei 의 다양한 버전은 Clavicula Salomonis 의 전통, 특히 Bodleian Library의 Heimann Joseph Michael 컬렉션에 있는 이탈리아 원고에서 알려져 있다(MS. Michael 276). 그리고 John Aubrey는 1674년에 Bodleian Library에서도 사본을 만들었다(MS. Aubrey 24).

## 근대 초기
14세기 말 또는 15세기 초에 작성된 가장 오래 살아남은 Liber Juratus 사본 중 하나는 영국 도서관에 있는 Hans Sloane 컬렉션의 Sloane MS 313이다. 이 부분은 수학자이자 마법 수행자인 John Dee 가 소유했는데, 그의 Mysteriorum Libri Quinti 또는 신비한 연습에 관한 다섯 권의 책 (1581~1583)에서 Sigillum Dei가 중심 역할을 했으며 접미사 Sigillum Dei: Emeth 또는 Aemeth("진실") 를 얻었다.
1582년 그의 영매이자 고용인인 에드워드 켈리(Edward Kelley)를 통해 인장에 대한 권위 있는 설명을 받은 존 디(John Dee)이 학문적이고 골동품적인 호기심은 궁극적으로 실용적인 적용의 목적에 종속되었다. 이것은 Oedipus aegyptiacus 에서 Sigillum Dei 에 대한 자세한 설명을 제공한 Athanasius Kircher 와 대조될 수 있다. 키르허는 마법의 수행에 대한 거부를 기독교, 유대, 아랍-무슬림 및 이교도 부분을 이해하고 분리하려는 학문적 노력과 연결시켰다.